# Anthony Oberschall

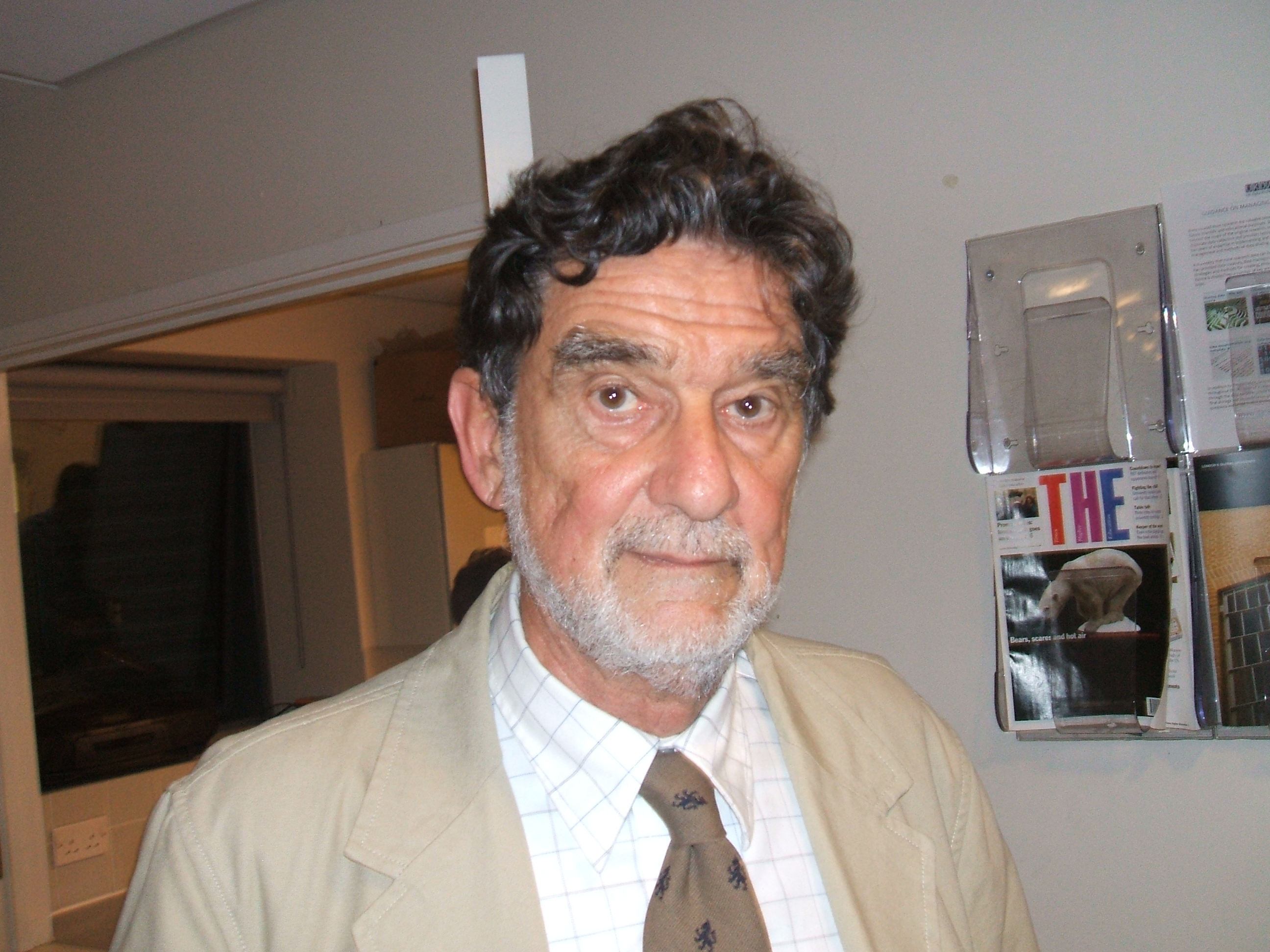
Anthony Oberschall, 2010

Anthony Richard Oberschall (* 1936 in Budapest) ist ein amerikanischer Soziologe und Philanthrop, der schwerpunktmäßig auf den Gebieten der sozialen Bewegungen und der Konfliktsoziologie arbeitet.

## Leben
Oberschall erhielt 1958 seinen Bachelor of Science in Physik an der Harvard University und promovierte 1962 in Soziologie an der Columbia University mit einer Arbeit über die Anfänge der deutschen Sozialforschung. Seine Karriere als Hochschullehrer begann im selben Jahr an der University of California, Los Angeles, an der er vier Jahre als Assistant Professor verbrachte. Von 1966 bis 1973 lehrte an der Yale University, wo er zum Associate Professor befördert wurde. 1973 erschien sein Social Conflict and Social Movements (deutsch: „Sozialer Konflikt und soziale Bewegungen“), das heute als ein grundlegendes Werk der Ressourcenmobilisierungstheorie gilt. Im gleichen Jahr wurde er Professor an der Vanderbilt University, die er 1980 für eine Professur an der University of North Carolina at Chapel Hill verließ, an der er 2002 emeritiert wurde.
Neben seiner akademischen Karriere ist er auch politischer Berater. So ist er neben Yves Tomić Gutachter der Anklage im Verfahren gegen Vojislav Šešelj vor dem Internationalen Strafgerichtshof für das ehemalige Jugoslawien. Oberschall befasst sich dabei mit den Auswirkungen nationalistischer Propaganda, für die Šešelj verantwortlich gemacht wird.

## Publikationen
- (1965): Empirical social Research in Germany 1848-1914. Mouton & Company, Paris and The Hague.
- (1973): Social Conflict and Social Movements. Prentice Hall, Englewood Cliffs NJ.
- (1993): Social Movements: Interests, Ideologies and Identities. Transaction Books, New Brunswick NJ.
- (2000): The Manipulation of Ethnicity: From Cooperation to Violence and War in Yugoslavia. In: Ethnic and Racial Studies, 23 (6), S. 982–1001.
- (2000): How to Prevent Genocide. In: Contemporary Sociology, 29 (1), S. 1–12.
- (2007): Conflict and Peace Building in Divided Societies: Responses to Ethnic Violence. Routledge, London / New York NY.